# Decatur (Georgia)
Decatur is een plaats (city) in de Amerikaanse staat Georgia, en valt bestuurlijk gezien onder DeKalb County.

## Demografie
Bij de volkstelling in 2000 werd het aantal inwoners vastgesteld op 18.147.
In 2006 is het aantal inwoners door het United States Census Bureau geschat op 19.053, een stijging van 906 (5,0%).

## Geografie
Volgens het United States Census Bureau beslaat de plaats een oppervlakte van
10,8 km², geheel bestaande uit land.

## Plaatsen in de nabije omgeving
De onderstaande figuur toont nabijgelegen plaatsen in een straal van 8 km rond Decatur.

## Geboren in Decatur
- Barry Bailey (1948-2022), gitarist
- Vicki Escarra (1955), bestuurder
- Jan Hooks (1957–2014), actrice en comédienne
- Michael Stipe (1960) zanger
- Gwen Torrence (1965), sprintster en meervoudig olympisch + wereldkampioene
- Gale Harold (1969), acteur
- Jason Carter (1975), jurist en politicus
- Dwight Phillips (1977), atleet
- Ryan Shaw (1980), zanger
- Joey Rosskopf (1989), wielrenner
- Alec Kann (1990), profvoetballer
- Ian Garrison (1998), wielrenner